# The Root, the Leaf and the Bone
The Root, the Leaf & the Bone is een studioalbum van Manning. Het album is opgenomen in Mannings eigen geluidsstudio Burnside. Manning had het idee opgevat om een conceptalbum te schrijven over een plattelandsdorp dat langzaam ten onder ging en ten slotte verdween. Een conceptalbum bleek achteraf een te beperkende (zelf)opdracht, maar de meeste liedjes gaan over natuurlijke veranderlijkheid. De muziek van het album verschilt van de vorigen, door meer gebruik te maken van de toetsinstrumenten, maar ook de folkfragmenten ontbreken niet.  

## Musici
- Guy Manning – alle muziekinstrumenten

Met
- David Million – gitaar, banjo
- Julie King – zang
- Kris Hudson- Lee – basgitaar
- Rick Henry – percussie

Met gasten:
- Chlöe Herrington – fagot op Autumn song
- David Albone – slagwerk
- Ian Fairbairn – fiddle
- John Young – orgel op Old school (uit de band Lifesigns)
- Joss Allsopp – trompet
- Kathy Jampson – cello
- Kev Currie – achtergrondzang The root en Autumn song
- Marek Arnold – saxofoon
- Steve Dundon – dwarsfluit
- Burnside players: Guy Manning, Kathe Hamson, Jo Manning (viool) en Martin Thiselton (altviool) op Amongst the sleepers

## Muziek
| Nr. | Titel                               | Duur  |
| --- | ----------------------------------- | ----- |
| 1.  | The root, the leaf & the bone       | 11:59 |
| 2.  | Decon(struction) blues              | 3:46  |
| 3.  | Autumn song                         | 7:06  |
| 4.  | The forge                           | 8:01  |
| 5.  | Old school                          | 8:54  |
| 6.  | Palace of delights                  | 6:34  |
| 7.  | The huntsman and the poacher        | 5:39  |
| 8.  | Mists of morning calling to the day | 6:42  |
| 9.  | Amongst the sleepers                | 7:23  |